# Pandanus calvus
Pandanus calvus är en enhjärtbladig växtart som beskrevs av Benjamin Clemens Masterman Stone. Pandanus calvus ingår i släktet Pandanus och familjen Pandanaceae. Inga underarter finns listade.